# Некуль, Лукас
Лукас Мисаэль Некуль (исп. Lucas Misael Necul; род. 21 августа 1999, Морено, Буэнос-Айрес) — аргентинский футболист, полузащитник клуба «Депортиво Мадрин».

## Клубная карьера
Некуль — воспитанник клуба «Арсенал» из Саранди. 14 апреля 2018 года в матче против «Бельграно» он дебютировал в аргентинской Примере. По итогам сезона клуб вылетел в Примеру B, но Некуль остался в команде. 2 декабря в поединке против «Феррокарриль Оэсте» Лукас забил свой первый гол за «Арсенал». По итогам сезона он помог клубу вернуться в элиту.

## Международная карьера
В 2019 году Некуль в составе олимпийской сборной Аргентины стал победителем Панамериканских игр в Перу. На турнире он сыграл в матчах против команд Эквадора, Мексики, Панамы, Уругвая и Гондураса. В поединке против гондурасцев Лукас забил гол.

## Достижения
Международные
Аргентина (до 23)
- Победитель Панамериканских игр — 2019